# Virumägi

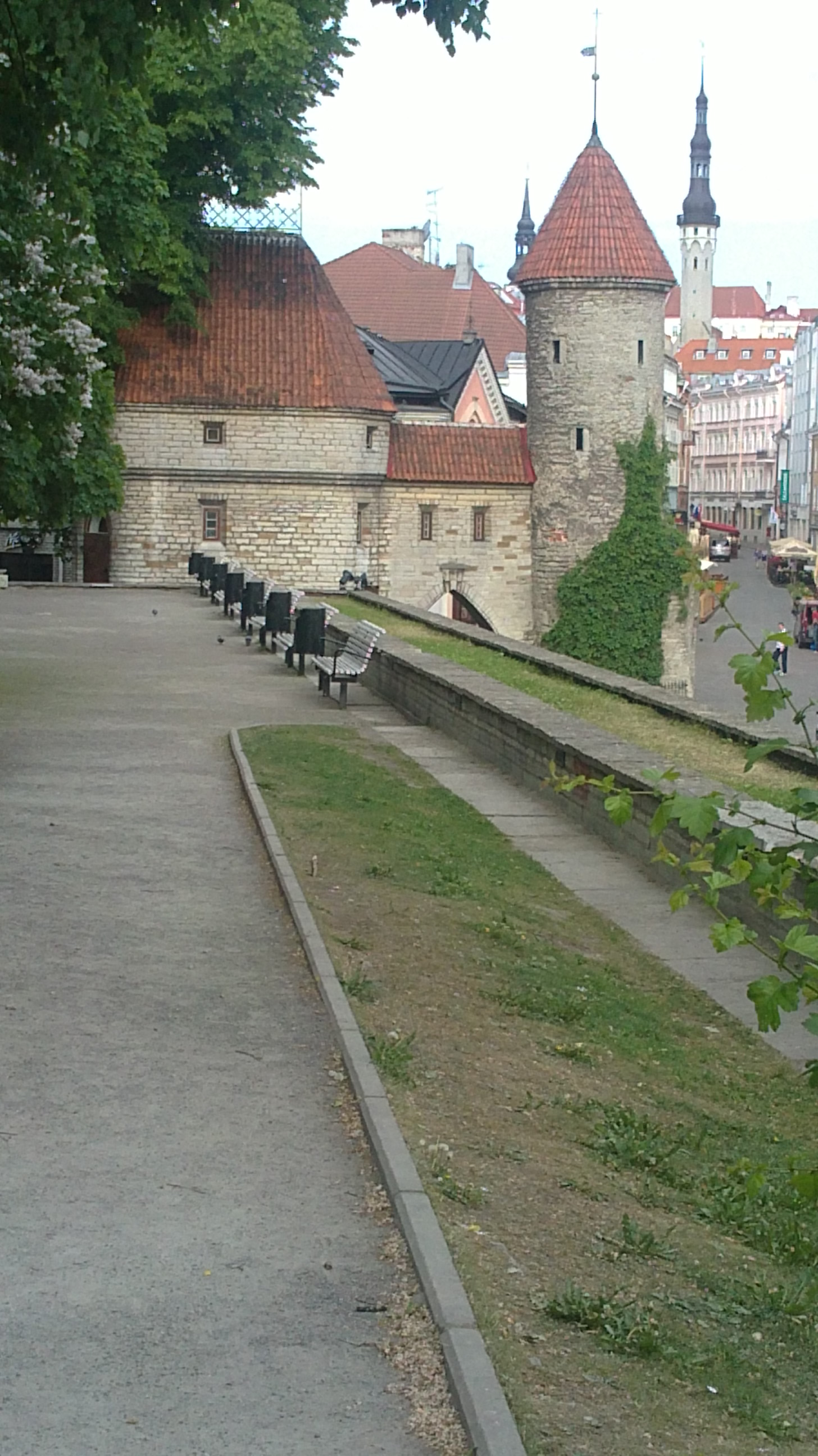

Virumägi, även Musumägi, är en liten kulle i början av Viru tänav i Tallinn i Estland. Den var ursprungligen en bastion, byggd i början av 1700-talet på svenska tiden.